# Feministische Ethik
Feministische Ethik stellt eine Herangehensweise an die Ethik dar, der zufolge in traditionellen Ethiktheorien das Erleben von Moral aus Sicht der Frau unterschätzt und/oder falsch bewertet wurde. Deshalb bemüht sich die Feministische Ethik darum, die Ethik vollkommen neu und unter feministischen Gesichtspunkten zu betrachten.

## Geschichte
Zu Beginn der 80er Jahre wurde die Fragestellung der Feministischen Ethik noch stärker zugespitzt auf die Frage, ob man von einer Moral der Frauen im Gegensatz zur Moral der Männer sprechen könne. Ausgelöst wurde diese Diskussion durch das 1982 in den USA erschienene Buch In a different Voice von Carol Gilligan, in dem sie ein moralisches Verhalten im Gegenzug zu Lawrence Kohlberg definiert.
Der Kern von Carol Gilligans Ansatz:
Ausgehend von einer Reihe empirischer Studien unterscheidet sie zwischen einer Ethik der Gerechtigkeit, "moral of justice", und einer Ethik der Fürsorge, "moral of care". Ihrer Meinung nach stehen Männer den Modellen der Argumentation und Entscheidung näher, wie sie die Ethik der Gerechtigkeit entwickelt, und Frauen tendieren zur Ethik der Fürsorge.